# Salvagnac-Cajarc
Salvagnac-Cajarc – miejscowość i gmina we Francji, w regionie Oksytania, w departamencie Aveyron. W 2013 roku populacja gminy wynosiła 371 mieszkańców. Przez teren gminy przepływa rzeka Lot. 